# Петь (альбом)
«Петь» — второй альбом проекта Евгения Гришковца и группы «Бигуди», выпущенный в 2004 году. Альбом отличается от предыдущего «Сейчас» усиленной музыкальной составляющей, он менее многословен. Под музыку Макса Сергеева раскрываются секреты и радости лирического героя — застенчивого интеллигента, подробно рассказывающего свои жизненные истории.
Песня «Прогулка» была написана Максом Сергеевым для одноимённого фильма, но не вошла в него, и её взял Гришковец. Песня «Лет’с кам тугезе» использует семпл поп-хита 1992-года The Beloved «Sweet Harmony». Весь альбом тесно связан с романом «Рубашка». В этом романе проскакивает монолог «Я хороший», его цитирует и песня «Вертолёты».

## Список композиций
1. «Петь» — 3:55
2. «Лет’с кам тугезе» — 4:10
3. «Я хороший» — 3:26
4. «Извини» — 4:57
5. «Чего ты хотел?» — 4:19
6. «Они летят» — 3:34
7. «Прогулка» — 4:33
8. «Эхо» — 4:23
9. «Вертолеты» — 3:40
10. «Частная вечеринка» — 4:08
11. «Пешком» — 4:18
12. «Настроение улучшилось-2» — 5:42